# Lopharcha herbaecolor
Lopharcha herbaecolor es una especie de polilla de la familia Tortricidae. Se encuentra en la isla de Java, Indonesia.